# Faustino Espinoza Navarro
Faustino Espinoza Navarro (Cusco, 15 de desembre de 1905 — 15 de gener de 2000) va ser un escriptor i actor peruà. Va ser el reviscolador de l'Inti Raymi al Cusco i fundador de l'Academia de la Lengua Quechua del Cusco.

## Vida
Faustino Espinoza Navarro es va criar com a fill d'un amo d'una finca petita prop del Cuzco. Mentre els seus pares parlaven castellà amb ell, va aprendre el quítxua en la seva infantesa com a segona llengua d'altres nens, així que el va parlar, segons ell, com a llengua materna. Tanmateix, va dominar també el Qhapaq simi, un sociolecte del quítxua de Cusco netejat de castellanismes, usat en els drames del teatre del Cusco, que Espinoza havia après del seu pare i amb recerques pròpies.
Al costat d'Humberto Vidal Unda, Faustino Espinoza Navarro va reconstruir l'Inti Raymi del Cuzco en 1944, basant-ho en les descripcions del Inti Raymi en els Comentaris Reals del Inca Garcilaso de la Vega (1612), i va compondre el seu primer guió teatral. Espinoza va escriure els papers del sapa inca i els diàlegs de la resta de l'elenc, enterament en Qhapaq simi. Així va obtenir reconeixement en el Cuzco com a intel·lectual i autoritat cultural. Des de llavors, l'Inti Raymi ha estat representat en el Cuzco el 24 de juny cada any. Els primers 14 anys (fins a 1957) Espinoza va interpretar el paper de l'Inca, però en 1958 les autoritats acadèmiques el van reemplaçar per Ricardo Castro Pinto, qui fins llavors havia interpretat el Willaq Umu.
En 1953 Faustino Espinoza va ser un dels fundadors de l' Academia de la Lengua Quechua (avui Academia Mayor de la Lengua Quechua), els estatuts de la qual van ser aprovats al gener de 1954 i on va treballar com a mestre de quítxua. Va ser president de l'Acadèmia des de 1963 fins a 1965 i des de 1976 fins a 1980. En 1973 va començar a publicar la revista Inka Rimay i en 1982 va projectar una gramàtica quítxua internacional unificada.
Faustino Espinoza va escriure 40 llibres en quítxua, alguns dels quals no van ser publicats. Va publicar més de 100 poemes quítxues en els seus llibres Qosqo (1963) i Machu Pikchu (1978). El 1984 va rebre la medalla de la ciutat del Cusco.

## Família
Faustino Espinoza es va casar amb Julia Farfán. Van tenir tres fills, Zoila, Flor i Fausto Espinoza Farfán, aquest últim que va ser cineasta i escultor va realitzar l'estàtua de l'Inca Pachacutec localitzada en la plaça del mateix nom a la ciutat del Cusco.

## Obres
- Espinoza Navarro, Faustino (1956): Vocabulario trilingue: español-qheshwa (Quechua)-inglés: con un apéndice de aforismos en lengua inkayka. Cuzco: H.G. Rozas.
- Espinoza Navarro, Faustino (1963): Qosqo: poemas del inka. Cusco: Ediciones Inka-Rimay.
- Espinoza Navarro, Faustino (1977): Guion para la escenificación del Inti Raymi en la ciudad sagrada de los Inkas. Cusco: Editorial Garcilaso.
- Espinoza Navarro, Faustino (1978): Machu Pikchu: poemas del Inka. Cusco: Wiraqocha Biblioteca.
- Espinoza Navarro, Faustino (1985): “Breve historia de la Academia Peruana de la Lengua Quechua”. En: Inka Rimay. Órgano de la Academia Peruana de la Lengua Quechua, 25–33. Cusco: Academia Peruana de la Lengua Quechua.
- Espinoza Navarro, Faustino (1999): Manual para aprender quechua del Cusco. Cusco: Academia Mayor de la Lengua Quechua.
- Espinoza Navarro, Faustino (2000): Inka yachaykuna [Sapiencia inka]. Cusco: Academia Mayor de la Lengua Quechua.
- Moya Loayza, Gustavo y Faustino Espinoza Navarro (1983): Guía turística, circuito Cusco P'isaq Intiwatana.